# Gaston Moulin
Gaston Jules Moulin né le 18 juin 1911 à Anvers et mort le 7 septembre 1981 à Bruxelles est un homme politique communiste belge (PCB). Il a rejoint en fin de carrière, pendant quelques années, le parti fédéraliste bruxellois FDF.

## Biographie
Fils d’un médecin issu d’une famille paysanne wallonne, Gaston Moulin obtient le diplôme d’ingénieur agronome à Gembloux en 1934. Il a été mis en contact dès sa jeunesse avec l’idéologie communiste par son père, Gaston Désiré Moulin, qui avait participé, en août 1930, à la première « délégation ouvrière » belge en Union soviétique. Ce dernier restera toute sa vie un sympathisant du parti communiste sans toutefois en devenir membre. Dans les années 1935-1940, Gaston Moulin exerce notamment des activités dans l’agriculture.
Mobilisé en septembre 1939, il est fait prisonnier par les Allemands fin mai 1940 à La Panne et transféré au Stalag IA en Prusse orientale. Il travaillera dans diverses fermes de la région et sera libéré en janvier 1942, ayant pu se faire reconnaître comme Flamand (il est né à Anvers et parle bien le néerlandais). 
De retour en Belgique, il participe à des actions de résistance avec « Solidarité » et le « Mouvement national belge ». En 1944, à la Libération, Gaston Moulin adhère au parti communiste (PCB) et intègre le syndicat paysan « Mouvement de défense paysanne » (MDP), développé dans la foulée de la Résistance. Il en devient le secrétaire général et sera également le prolifique rédacteur en chef de son journal hebdomadaire « L’Union paysanne ». Il occupera ces fonctions jusqu’en 1954 et y révèlera ses talents de tribun et l’ampleur de son engagement personnel.
À partir de 1951, il est « invité permanent » du Comité central et préside la Commission nationale paysanne du PCB. Il est également invité permanent du Bureau politique du PCB à partir de 1954. Il est un des acteurs de l’important tournant politique décidé au congrès de Vilvorde en décembre 1954, qui engage le parti dans une ligne d’ouverture non-stalinienne, deux ans avant les grands changements intervenus en URSS avec N. Khrouchtchev. Il est élu membre effectif du Bureau politique du parti. Il y restera jusqu’au début 1971.
Aux élections législatives de 1958, G. Moulin est élu à la Chambre des représentants dans l’arrondissement de Nivelles. Il s’impose rapidement comme un député très actif, un débatteur incisif et maîtrisant ses dossiers, notamment sur les questions de l’indépendance du Congo et contre la « loi unique », lors des grandes grèves de 1960-1961. De 1961 à 1965, il est député de l’arrondissement de Bruxelles en remplacement de Jean Blume, élu direct à Bruxelles, qui lui abandonne son mandat. Désormais candidat à Bruxelles, il n’est pas élu en 1965 mais revient au Parlement de 1968 à 1971. Il démissionne pour raisons personnelles de son poste de député communiste en janvier 1971 et est remplacé par Louis Van Geyt. Membre d’un petit groupe parlementaire (qui compte au maximum cinq députés), il intervient au cours de toutes ces années sur un large éventail de matières sociales et économiques, y inclus l’agriculture, ainsi que sur la santé, l’éducation et la recherche, la politique étrangère, etc.. À la fin des années 1960, il se préoccupera aussi du statut de Bruxelles et de sa région. 
Sa carrière parlementaire n’est cependant pas terminée puisqu’il revient à la Chambre après les élections législatives de novembre 1971, comme député de l’arrondissement de Bruxelles, élu sur les listes du Front démocratique des Francophones (FDF), un parti qu’il a rejoint pour ses options fédéralistes en faveur de la reconnaissance de Bruxelles comme région à part entière. À la fin de son mandat, il ne se représente pas en 1974 et quitte le FDF et la politique active.